# 麥克爾斯菲爾德 (北卡羅萊納州)
麥克爾斯菲爾德（英語：Macclesfield）是一個位於美國北卡羅萊納州厄齊康縣的城鎮。

## 人口
根據2020年美國人口普查的數據，麥克爾斯菲爾德的面積為1.42平方千米，當中陸地面積為1.40平方千米，而水域面積為0.02平方千米。當地共有人口413人，而人口密度為每平方千米291人。